# Odwrotne zadanie kinematyki
Odwrotne zadanie kinematyki polega na wyznaczeniu wszystkich możliwych zbiorów wartości  przemieszczeń kątowych i liniowych (współrzędnych konfiguracyjnych) w połączeniach ruchowych, które umożliwią manipulatorowi osiągnięcie zadanych pozycji lub orientacji członu roboczego chwytaka lub narzędzia. Jest to podstawowe zadanie programowania i sterowania ruchu manipulatora, gdy trzeba znaleźć jak poszczególne współrzędne konfiguracyjne powinny zmieniać się w czasie w celu realizacji pożądanego ruchu członu roboczego.
Mając dane pozycję i orientację należy obliczyć wszystkie możliwe zbiory współrzędnych konfiguracyjnych tak, aby osiągnąć pożądaną pozycję i orientację. Jest to zadanie trudniejsze od prostego zadania kinematyki ze względu na wielokrotność rozwiązań i ich nieliniowość.
W bardziej skomplikowanych przypadkach konieczne jest zastosowanie algorytmu jakobianowego.